# So What?
『So What?』（ソー・ホワット？）は、わかつきめぐみによる日本の漫画作品。『LaLa』(白泉社)で、1986年8月から1989年7月まで連載。花とゆめコミックス(全6巻)、白泉社文庫(全4巻)がそれぞれ刊行された。

## 概要
作者の代表的長編作品。さまざまなSF的モチーフを取り入れながらも、そのすべてを何気ない日常の生活の一部として展開する独特の手法を用い、時間の流れの中で少しずつ成長する人々の姿を描いた。
1990年度、第21回星雲賞コミック部門を受賞した。

## あらすじ
高校生の暮里阿梨は、科学者で唯一の肉親である祖父（秋津島）が危篤との知らせを受け、秋津島家に駆けつける。ところが家の中は空間が歪み、幽霊になった秋津島教授と、異世界から飛ばされてきたライムがいた。秋津島の教え子・海堂、阿梨の同級生・桃太郎の二人の居候に加え、秋津島の研究を探る名目で左遷された隣人の調査機関職員、松23号らも巻き込んで、不思議な日常が始まる。

## 主な登場人物
暮里 阿梨（くれさと あり）
主人公。中学時代は学年で一、二を争う優等生だった。のんびりした性格でいつどこでも寝る特技を持つ。家事はまったくできない。幼少のころ両親を交通事故で失い、祖父のもとで暮らしていた。中学卒業後、進学校に入学して地元を離れていたが、祖父の危篤の知らせを受けて帰宅。元の世界に帰れなくなったライムのために高校を中退して秋津島家に住み込む。
ライム
準主人公。異次元から秋津島家に飛ばされてきた少女。細長い耳の持ち主で、周囲の目を気にして家からなかなか出られない。勝ち気な性格で、のんびりしている阿梨をよくしかりつける。秋津島家の家事の一切を引き受ける。有り合せの材料で反重力バイクと思われる機械を作ってしまうなど、手先もかなり器用。
秋津島 家守（あきつしま いえもり）
阿梨の祖父。かつて大学教授をしていた。ライムを元の世界に返そうと、没後も幽霊となってタイムマシンの研究に取り組む。研究費捻出の為にポルノ小説を書いたことで、大学を辞めさせられた。
水元 桃太郎（みなもと ももたろう）
阿梨の中学時代の同級生で、成績トップを争っていた過去があるが、地元の高校に進学。7人兄弟の二男で、年中騒々しい実家を避けて秋津島家の居候となる。勘がよく、松23号たちや桜46号がスパイであることを最初に見抜いた。高校では生徒会役員を務める。
海堂 羽隆（かいどう うりゅう）
秋津島教授の教え子。教授の訃報を聞いて弔問に訪れた秋津島家にそのまま居候する。馬鹿正直な性格で、阿梨のよき相談役となる。ライムが癇癪を起こすと料理の代打を務めるが、量の調節ができない。台風のときの事件で松23号らの正体を知るが、以降彼らと連携して事態の収拾を図る。
松23号（まつ23ごう） / 春永 睦月（はるなが むつき）
秋津島教授の研究を探るという名目で、左遷された調査機関の「所長」。無農薬野菜の栽培と行商に没頭している。調査対象の娘にショックを与えた過去を引きずっているが、それまでは機関のエース的存在で、不真面目そうに見せながら阿梨たちをそれとなく守る。桜46号の新人時代の教官でもある。
竹3号（たけ3ごう） / 茅薙（かやなぎ）
松23号の部下。本来の職務を果たそうとしない松23号に反発し、情報を収集しようと阿梨に近づいて偽の告白をするが、全く疑わない阿梨の姿に良心の呵責を感じ、以来胃痛持ちになる。ムキになりやすく、正体を知った桃太郎にはいいようにあしらわれる。保父の資格を持っている。
梅1号・梅2号・梅3号（うめ1ごう・うめ2ごう・うめ3ごう）
松23号の部下。そろってサングラスをかけ、松23号とともに野菜栽培に取り組む。黒尽くめでなぜか3頭身だが、まれに普通の頭身に戻ることがある。どちらの場合も誰が誰だか見分けがつかない。別名「プラム・ブラザーズ」「梅3匹」。
ライムの代わりに異界に飛ばされた梅4号もいるが、こちらは普通の頭身で登場。
桜46号（さくら46ごう） / 柴崎 美桜乃（しばさき みおの）
松23号らが所属する調査機関の同僚。成果を挙げない松23号らに業を煮やし、桃太郎の学校に臨時教員として入り込んで秋津島家への接近を図る。梅3匹の天敵。機関での肩書きは「課長」。
水元7兄弟
桃太郎の兄弟。年齢順に長男・桐至（とうじ）、二男・桃太郎、長女・葵（あおい）、三男・柚生（ゆうき）、四男・杏司（きょうじ）、二女・麻菜（まな）、三女・藤子（とうこ）の7人。成績優秀ながら奇行が多い桐至を筆頭に、個性豊かな兄弟がそろう。小学生の藤子は阿梨と仲がよい。
転送屋（てんそうや）
ライムの元の世界とは別の異次元世界で、「転送機」を用いた運送業を営む2人組。体の不調に襲われたライムが、彼らの世界に迷い込んだ時に初めて出会う。後に秋津島教授と協力して、ライムを元の世界に返す手伝いをする。

## 書誌情報
- わかつきめぐみ 『So What?』 白泉社〈白泉社文庫〉、全4巻
  1. 1997年6月13日発売、ISBN 978-4-592-88281-7
  2. 1997年6月13日発売、ISBN 978-4-592-88282-4
  3. 1997年9月12日発売、ISBN 978-4-592-88283-1
  4. 1997年9月12日発売、ISBN 978-4-592-88284-8

## 各話一覧
（かっこ内は特記ある場合を除きLaLa掲載号）
- Phase1 阿梨、帰還(1986年8月)
- Phase2 居候来襲(1986年9月)
- Phase3 偽赤翡翠＝にせあかしょうびん＝(1986年10月)
- Phase4 忙中有閑(1986年11月)
- Phase5 台風一過(1986年12月)
- 番外編 たけちゃんの日記(1987年1月)
- Phase6 硝子座(1987年2月)
- Phase7 春分点(1987年3月)
- Phase8 染井吉野(1987年4月)
- Phase9 八重桜(1987年5月)
- 番外編 宝船船上大宴会(1987年6月)
- 番外編 We Are Plum Brothers(ララDX1987年夏)
- Phase10 千客万来(1987年7月)
- Phase11 頬染色月(1987年8月)
- 番外編 たけちゃんの日記Part2(1987年9月)
- Phase12 桃栗三年(1987年10月)
- Phase13 海松緑＝みるみどり＝(1987年11月)
- Phase14 梅初月＝うめはつづき＝(1987年12月)
- Phase15 冬咲花＝ふゆさくはな＝(1988年1月)
- 番外編 初春(1988年2月)

- Phase16 告天子＝ひばり＝(1988年3月)
- Phase17 春一番(1988年4月)
- 番外編 春二番(1988年5月)
- Phase18 五月闇(1988年6月)
- Phase19 昴星＝すばるぼし＝(1988年7月)
- Phase20 天宮図＝てんきゅうず＝(1988年8月)
- Phase21 散松葉＝ちるまつば＝(1988年10月)
- Phase22 水取玉＝みずとるたま＝(1988年11月)
- Phase23 晦片＝つごもりがた＝(1988年12月)
- Phase24 子午線(1989年1月)
- Phase25 隠水＝こもりず＝(1989年2月)
- Phase26 行雲流水(1989年3月)
- Phase27 夢見草(1989年4月)
- Phase28 水天一碧＝すいてんいっぺき＝(1989年5月)
- Phase29 春日晨明＝しゅんじつしんめい＝(1989年6月)
- Phase30 蒼天百景(1989年7月)
- 特別編 それぞれの日常(花とゆめコミックス2巻)
- 特別編 プラムの休日(花とゆめコミックス3巻)
- 特別編 春(花とゆめコミックス5巻)
- CHARACTER'S ALBUM(花とゆめコミックス6巻)

このほか2021年6月発行の『わかつきめぐみ迷宮探訪』（白泉社）に、33年ぶりとなる12ページの描き下ろし作品「So What?」が掲載された。

## その他
- 連載開始の前号(『LaLa』1986年7月号)には3ページの予告編が掲載され、同時に効果線及びトーン貼り担当とメカ（デザインを含む）担当のアシスタント募集を行った[1]。それまでの全作品を1人で執筆していた作者は本作品で初めてアシスタントを採用したが[2]、本作品の連載終了後は再び1人で執筆する形に戻った[2]。